# D'Autray
D'Autray è una municipalità regionale di contea del Canada, localizzata nella provincia del Québec, nella regione di Lanaudière.
Il suo capoluogo è Berthierville.

## Suddivisioni
City e Town
- Berthierville
- Lavaltrie
- Saint-Gabriel

Municipalità
- La Visitation-de-l'Île-Dupas
- Lanoraie
- Mandeville
- Saint-Cléophas-de-Brandon
- Saint-Cuthbert
- Saint-Gabriel-de-Brandon
- Saint-Ignace-de-Loyola
- Sainte-Élisabeth
- Sainte-Geneviève-de-Berthier

Parrocchie
- Saint-Barthélemy
- Saint-Didace
- Saint-Norbert